# 루제로 리치텔리
루제로 리치텔리(이탈리아어: Ruggiero Rizzitelli rudˈdʒɛːro rittsiˈtɛlli[*], 1967년 9월 2일, 풀리아 주 마르게리타 디 사보이아 ~)는 이탈리아의 전직 축구 선수로, 현역 시절 스트라이커였다.
뛰어난 골 결정력 덕에, 그는 지지자들로부터 "리치골"(Rizzi-gol)이라는 별칭으로 수식되었다.

## 클럽 경력
리치텔리는 1984-85 시즌에 세리에 B의 체네사에서 축구를 시작해 1987-88 시즌에 세리에 A 무대에 첫 발을 뗐다. 그는 1988년에에밀리아-로마냐 연고의 중소 구단을 떠나 로마로 이적했고, 황적군단(giallorossi) 소속으로 6년 동안 29골을 기록했고, 1991년에 코파 이탈리아도 들어올렸다. 같은 해에는 UEFA컵 결승전에도 올랐지만 인테르나치오날레에 패하면서 준우승에 만족해야 했다. 로마는 이어지는 그 해 수페르코파 이탈리아나도 패했다.
1994년부터 1996년까지는 토리노에 몸을 담았는데, 60번의 고동 군단(granata) 경기에서 30차례 골망을 흔드는 맹활약을 펼쳤다. 그의 분투에도 불구하고, 토리노는 1996년에 세리에 B로 강등되었고, 그에 따라 리치텔리는 같은 이탈리아 국적의 조반니 트라파토니와 독일의 바이에른 뮌헨에 입단했다. 바이에른 2년차에 그는 잦은 부상과 카르스텐 얀커의 비상으로 출전 기회가 많이 줄어들었으나, 벤치를 지키는 선수로만 아깝다고 증명했는데, 여전히 민첩했던 그는 역습에서 위협적인 모습을 발휘했다. 그는 남독일 연고 구단의 45번의 경기에서 11골을 득점했고, 1997년에는 분데스리가를, 1998년에는 DFB-포칼 정상에 올랐다. 그는 1998년에 피아첸차로 이적하면서 이탈리아 무대로 복귀했으나, 더 이상 인상적인 활약을 펼치지 못했다. 리치텔리는 체세나에서 1년을 더 보낸 후 2001년에 축구화를 벗었다.

## 국가대표팀 경력
리치텔리는 1988년과 1991년 사이 이탈리아 국가대표팀 경기에 9번 출전했는데, 첫 경기는 바리의 산 니콜라에서 열린 소련과의 1988년 2월 20일 경기로, 푸른 군단(azzurri)은 이 경기에서 4-1 대승을 거두었다. 그는 이탈리아 국가대표팀에서 2골을 기록했고, 유로 1988 선수단 일원으로도 참가했지만, 이탈리아가 4강에 오른 이 대회에서 한 경기도 출전하지 못했다. 그는 4위의 성적을 거둔 1988년 서울 올림픽의 이탈리아 선수단의 일원이기도 했다.

## 경기 방식
리치텔리는 다재다능한 공격수로, 여러 공격 역할을 맡을 수 있었다. 그는 주 스트라이커 외에도 지원자 역할도 맡아 중앙 공격수 뒤의 후방 스트라이커나 측면 공격수, 외곽 공격 자원으로도 배치되어 동료를 통해 도움을 기록하기도 했다. 그의 다재다능함은 로마 시절에 진가를 드러냈는데, 그보다 공격적인 중앙 공격수 루디 푈러와 효율적으로 협력했다. 그는 빠르고, 민첩하며, 끈질긴 선수로, 기술력도 우수하고, 작은 신체 조건에도 불구하고 공중 경합에도 두각을 나타냈다.

## 수상

### 클럽
로마
- 코파 이탈리아: 1990–91

바이에른 뮌헨
- 분데스리가: 1996–97
- DFB-포칼: 1997–98
- DFL-리가포칼: 1997